# Alem-i Nisvan
Alem-i Nisvan (în tătară crimeeană عالم نسوان cu sensul de Lumea femeilor) a fost o revistă a tătarilor din Crimeea pentru femei și care a apărut între 1906 și 1912 la Bahcisarai. Fondată de un intelectual și jurnalist tătar din Crimeea, Ismail Gasprinski, revista a fost condusă de fiica sa, Şefiqa Gaspıralı, de-a lungul întregii sale existențe.

## Istorie
Conceptul unei reviste tătare din Crimeea pentru femei a fost promovat de liderul intelectual și jurnalist Ismail Gasprinski. Deși problemele corespunzătoare comunității femeilor au fost ocazional aduse în discuție în popularul cotidian Terciman⁠(d) al lui Gasprinski, acesta a considerat că este necesară o revistă dedicată în mod special femeilor. Prin urmare, a fost creată revista Alem-i Nisvan, cu fiica lui Gasprinski, Şefiqa Gaspıralı, ca redactor, iar Gasprinsky ca editor.
O altă persoană semnificativă care a contribuit la crearea revistei Alem-i Nisvan a fost soția lui Gasprinski, Zehra Akçurina-Gaspıralı. Akçurina-Gaspıralı a încercat anterior, fără succes, să înființeze o publicație tătară din Crimeea orientată spre femei, numită Terbiye, în 1887. Gasprinsky a încercat, de asemenea, să editeze un supliment al ziarului, Kadın (Femeia), bilunar, dar autoritățile Imperiului Rus s-au opus acestor eforturi până la sfârșitul Revoluției Ruse din 1905, când viitoarele reforme politice au permis apariția unei astfel de reviste.
Scopul revistei a fost acela de a educa femeile tătare din Crimeea, care în general nu aveau educație din cauza conservatorismului social care ghida societatea tătară din Crimeea la acea vreme. Eliminarea analfabetismului, creșterea culturii tătare din Crimeea și educația șaria au fost obiectivele principale ale revistei. Au fost publicate atât informații despre statutul femeilor sub șaria, cât și instrucțiuni seculare privind igiena, treburile casnice și cusăturile. A existat și o secțiune dedicată științei și literaturii. În paginile revistei Alem-i Nisvan au fost incluse biografii ale unor femei celebre, povestiri din țări străine și ficțiune.
De la înființarea sa în 1906 până în 1908, Alem-i Nisvan a apărut ca un supliment săptămânal gratuit al ziarului Terciman. Din 1908 până în 1909, a apărut ca un ziar independent, înainte de a redeveni un supliment al ziarului Terciman în 1910. Ultimul număr al revistei Alem-i Nisvan a fost publicat în 1911.

## Moștenire
În 2011, la Universitatea de Inginerie și Pedagogică din Crimeea⁠(ru)[traduceți] a avut loc o conferință dedicată aniversării a 105 de ani de la înființarea revistei Alem-i Nisvan. Revista modernă Arzı (Visul) pentru femei tătare din Crimeea se consideră a fi o continuatoare directă a revistei Alem-i Nisvan.